# Okres Ercsi
Okres Ercsi (maďarsky Ercsi kistérség) byl okres v Maďarsku v župě Fejér. Jeho správním centrem bylo město Ercsi. V roce 2007 byl začleněn do sousedního okresu Bicske, od něho se však v roce 2013 po novém administrativním uspořádání odtrhl nově vzniklý okres Martonvásár, zahrnující celý okres Ercsi a obce Kajászó a Vál.

## Sídla
V okrese se nacházelo celkem 6 měst a obcí.
- Baracska
- Ercsi
- Gyúró
- Martonvásár
- Ráckeresztúr
- Tordas